# Konstantin Tchebotariov
Konstantin Konstantinovitch Tchebotariov (en russe : Константи́н Константинович Чеботарёв), né dans le gouvernement d'Oufa en 1892 et mort à Moscou en 1974, est un artiste peintre russe.

## Biographie
Il suit l'école secondaire de Kazan puis entre en 1910 à la Kazan Art School (en) où il est élève de Nikolaï Fechine. En 1914, il visite la Crimée qui va beaucoup influencer son art. Créateur du groupe d'art L'Union du tournesol (1918), il fait sa première exposition à Kazan.
Au moment de la guerre civile russe, il est enrôlé dans les armées blanches et lors de l'écrasement par les Rouges de l'armée, doit fuir à l'Est. Il revient à Kazan en 1921 où il devient professeur d'art. Il y épouse la peintre Alexandra Platounova et contribue activement à la revue The Rider.
Il commence à enseigner le théâtre de conception en 1923 et s'installe en 1926 à Moscou. Jugé ennemi du peuple en raison de sa participation à l'Armée blanche, écarté ainsi par le gouvernement en place et part l'art officiel, il n'est reconnu qu'en 1970 au syndicat des Artistes et meurt inconnu et dans la pauvreté en 1974.